# Ukrainske SSR
Den Ukrainske Socialistiske Sovjetrepublik ofte blot Ukraine eller Sovjetukraine (Ukrainske SSR; ukrainsk: Українська Радянська Соціалістична Республіка, Українська РСР; russisk: Украинская Советская Социалистическая Республика, Украинская ССР; se "navne" afsnit nedenfor) var en suveræn socialistisk sovjetrepublik og en af de 15 konstituerede republikker i Sovjetunionen fra dens dannelse i 1922 til dens opløsning i 1991. I det meste af den tid var den økonomisk og politisk den næstmest magtfulde republik i Sovjetunionen efter den Russiske Socialistiske Føderative Sovjetrepublik.
Selv om den Ukrainske SSR var en af de stiftende medlemmer af Forenede Nationer (FN) i 1945, blev dens udenrigspolitik strengt kontrolleret fra Kreml. Efter Sovjetunionens opløsning og perestrojka, blev den Ukrainske SSR transformeret til den moderne nationalstat Ukraine, selv om Ukraines nye forfatning først blev ratificeret den 28. juni 1996.
Gennem dens 72-årige historie er republikkens grænser ændret flere gange. Især den betydelige del, som i dag udgør det vestlige Ukraine, der blev annekteret af sovjetiske styrker i 1939 samt tilføjelsen af det tidligere russiske Krim i 1954. I begyndelsen var byen Kharkiv i det østlige Ukraine republikkens hovedstad. Det blev ændret i 1934, hvor sædet for regeringen blev flyttet til Kijev, der forblev hovedstad i det uafhængige Ukraine.
Geografisk lå den Ukrainske SSR i Østeuropa ud mod Sortehavets nordlige kyst. Republikken grænsede op til tre andre sovjetrepublikker: Moldova, Hviderusland og Rusland. Mod vest grænsede den Ukrainske SSR op mod Tjekkoslovakiet, der ligeledes var Sovjetunionens vestligste grænse. Ved folketællingen i 1989 havde republikken 51.706.746 indbyggere, men befolkningstallet er faldet kraftigt efter Sovjetunionens opløsning.

## Navn
Efter den russiske zars abdikation og den proces, der skulle nedbryde det Russiske Kejserrige, var det et udbredt ønske blandt etniske ukrainere at etablere en Ukrainsk Republik. Gennem borgerkrigen fra 1917-23, var der mange fraktioner, der hævdede sig selv som ledere af den nye republik. Alle med tilhængere og modstandere. De to mest prominente fraktioner var en regering i Kijev og en regering i Kharkiv. Førstnævnte dannede den Ukrainske Folkerepublik og sidstnævnte den Ukrainske sovjetrepublik, der begge hævdede suverænitet over samme territorium. Den første blev internationalt anerkendt og støttet af Centralmagterne efter Freden ved Brest-Litovsk, mens den sidste udelukkende blev støttet af sovjet-russiske styrker. Men naturligvis ikke af Den Hvide Hær, som var den anden part i den Russiske Borgerkrig. Denne konflikt er senere kendt som den Ukrainsk-Sovjetiske Krig, der blev betegnet som en del af borgerkrigen i Rusland. Kampen for national uafhængighed endte med, at den Ukrainske Folkerepublik blev annekteret af den Ukrainske Socialistiske Sovjetrepublik, efter det vestlige Ukraine blev indlemmet i den Anden Polske Republik. Derefter blev det nye og stabile Ukrainske SSR et af de grundlæggende medlemmer i Sovjetunionen.
Regering i den Ukrainske Sovjetiske Republik blev dannet den 24.-25. december 1917. I de officielle dokumenter benævner den bl.a. sig selv: "Republikken af Sovjetter af arbejder-, soldater- og bonderepræsentanter" eller den Ukrainske Folkerepublik af Sovjetter. Imidlertid var republikken kun anerkendt af én anden ikke-anerkendt stat, den Russiske Sovjetiske Føderative Socialistrepublik. Men med underskrivningen af Brest-Litovsk-traktaten var denne dog nedkæmpet i midt-1918 og efterfølgende opløst. Det sidste regeringsmøde fandt sted i byen Taganrog. I juli 1918 stiftede de tidligere medlemmer af den ukrainske regering Ukraines Kommunistiske Parti ved en stiftende generalforsamling i Moskva.
Med Centralmagternes nederlag i Første Verdenskrig genoptog det bolsjevistiske Rusland sine fjendtlige handlinger mod den Ukrainske Folkerepublik med en kamp for ukrainsk uafhængighed. Den organiserede endnu en sovjetisk regering i Kursk i Rusland. Ifølge den 3. Kongres for Sovjetter i Ukraine, der fandt sted den 6.-10. marts 1919, blev statens navn ændret til den Ukrainske Socialistiske Sovjetrepublik (fork. УСРР på ukrainsk).
Efter ratificeringen af den sovjetiske forfatning af 1936 blev navnene på alle de sovjetiske republikker ændret, så "socialistiske" kom ind på plads nr. 2, mens "sovjetiske (eller "radianska" på ukrainsk)" kom ind på plads nr. 3. I overensstemmelse med det blev der ekstraordinært den 5. december 1936 afviklet den 8. Kongres i Sovjetunionen, der ændrede navnet til "Ukrainske Socialistiske Sovjetrepublik". Det blev ratificeret af det 14. Ekstraordinære Sovjetkongres i Ukrainske SSR den 31. januar 1937.

## Historie
Tekst mangler, hjælp os med at skrive teksten